# Ceratoderus
Ceratoderus is een geslacht van kevers uit de familie van de loopkevers (Carabidae). De wetenschappelijke naam van het geslacht is voor het eerst geldig gepubliceerd in 1841 door Westwood.

## Soorten
Het geslacht Ceratoderus omvat de volgende soorten:
- Ceratoderus bifasciatus Kollan, 1836
- Ceratoderus klapperichi Reichenspenger, 1954
- Ceratoderus oberthueri Gestro, 1901
- Ceratoderus palpalis Reichensperger, 1935
- Ceratoderus tonkinensis Wasmann, 1921
- Ceratoderus venustus Hisamatsu, 1963